# Nagykanizsa–Körmend-offensiven
Nagykanizsa–Körmend-offensiven (bulgariska: Мурска операция, Murska operatsija) ägde rum mellan den 26 mars och 15 april 1945 och var en del av den tredje ukrainska frontens Wienoffensiv under det andra världskriget mot Armégrupp Süd (inkluderar ungerska och kroatiska styrkor) som försvarade Kisbajom-Nagykorpád-Nagyatád-Heresznye-defensivlinjen, norr om Dravafloden och väster om Balatonsjön.
Målet med operationen var att stoppa Axelmakternas tillgång till oljekällor och bränslebearbetningsanläggningar i Nagykanizsaregionen väster om Balatonsjön. Den tyska referensen till denna operation kallas för "Budapestfronten".
Huvuddelen av styrkorna i operationen bestod av den bulgariska förstarmén med två kårer bestående av sex infanteridivisioner och andra mindre enheter (~100 000 soldater) som avancerade på den södra flanken av den tredje ukrainska fronten, med den 57:e armén positionerade öster om sig (64:e och 66:e fältjägardivisionen) och de andra tre arméer i fronten som var utspridda i området mellan Balatonsjön och Budapest. Den sydvästra flanken var ockuperad av jugoslaviska partisaner.
Det primära motståndet vid denna del av fronten var den andra pansararméen som inkluderade kårerna LXVII och XXII.
Efter den framgångsrika andra ukrainska frontens Kecskemét-Budapest-offensiv (29 oktober 1944 - 10 december 1944) och Szolnok-Budapest-offensiven (29 oktober 1944 - 10 december 1944) öster om Balaton retirerade de tyska styrkorna sydväst om sjön vilket hjälpte den bulgariska offensiven. Den bulgariska förstaarmén bröt de två första av axelmakternas försvarslinjer och korsade floden Mura. De upprättade då en defensiv postering vid Veliki Kog-Yastrebtzi-linjen och stannade där till den 7 maj. 
Den 7 maj återupptog de offensiven som snart blev en fråga om jakt på flyende fiender och att fånga de kvarvarande Wehrmacht- och ungerska trupperna. Den 13 maj 1945 nådde den bulgariska 1:a armén de österrikiska Alperna i Klagenfurt där de mötte upp brittiska British Eighth Army.